# 口袋書店
口袋書店（英語：Pocket Books）是西蒙與舒斯特的一個部門，主要出版平裝書。